# Under this blue sky
Under this blue sky is een studioalbum van Gordon Giltrap. Het album is opgedragen aan zijn vrouw Hilary Giltrap, die af en toe ook wat muziek meespeelt. Het album is opgenomen in de Elversound geluidsstudio

## Musici
- Gordon Giltrap – gitaar
- Hilary Giltrap – dwarsfluit
- Bert Jansch, Kevin Dempsey – gitaar
- Jon Miller toetsinstrumenten

## Muziek
| Nr. | Titel                                | Duur |
| --- | ------------------------------------ | ---- |
| 1.  | Under this blue sky                  |      |
| 2.  | Sings a song of sixpence             |      |
| 3.  | Here Comes the Sun (George Harrison) |      |
| 4.  | At Giltrap’s bar                     |      |
| 5.  | Chambertin (Jansch)                  |      |
| 6.  | The picnic                           |      |
| 7.  | The race                             |      |
| 8.  | Pedrolino                            |      |
| 9.  | Kaz                                  |      |
| 10. | Crossing the border                  |      |
| 11. | Secret Valentine                     |      |
| 12. | Fell runner                          |      |
| 13. | Winter dance                         |      |